# Fluoruro di ferro(II)
Il fluoruro di ferro(II) o fluoruro ferroso è un composto inorganico con la formula molecolare FeF2. Forma il tetraidrato:
{\displaystyle {\ce {FeF2\cdot 4H2O}}}
a cui spesso si fa riferimento con gli stessi nomi. Le forme anidra e idrata sono solidi cristallini bianchi.

## Struttura e incollaggio
Il fluoruro ferroso anidro adotta la struttura del rutilo (TiO2), pertanto, i cationi di ferro sono ottaedrici e gli anioni di fluoruro sono planari trigonali
Il tetraidrato può esistere in due strutture (o polimorfi). Una forma è romboedrica e l'altra è esagonale; la prima di esse ha un disordine.
Come la maggior parte dei composti di fluoruro, le forme anidre e idratate del fluoruro di ferro (II) presentano un centro metallico ad alto spin. Gli studi di diffrazione dei neutroni a bassa temperatura mostrano che il fluoruro ferroso è antiferromagnetico. Le misurazioni della capacità termica rivelano un evento a 78,3 K corrispondente all'ordinamento dello stato antiferromagnetico.

## Proprietà fisiche selezionate
Il fluoruro ferroso sublima tra 958 e 1178 K. Usando i metodi Torsion e Knudsen, il calore di sublimazione è stato determinato sperimentalmente e la media è stata di 271 ± 2 kJ mole−1.
La seguente reazione viene utilizzata per calcolare l'energia di atomizzazione per il Fe+:
{\displaystyle {\ce {FeF2\ +\ e->Fe+\ +\ F2+2e}}}.
In alternativa a {\displaystyle {\ce {F2}}} si possono trovare tra i prodotti di reazione due atomi di fluoro non legati in molecola, ossia:
{\displaystyle {\ce {FeF2\ +\ e->Fe+\ +\ 2F+2e}}}.

## Sintesi e reazioni
Il sale anidro può essere preparato per reazione di cloruro ferroso con acido fluoridrico anidro È leggermente solubile in acqua (con il prodotto di solubilità {\displaystyle K_{sp}=2,36\cdot 10^{-6}} a 25 °C) così come l'acido fluoridrico diluito, dando una soluzione verde chiaro. È insolubile nei solventi organici.
Il tetraidrato può essere preparato sciogliendo il ferro in acido fluoridrico idrato caldo e precipitando il risultato mediante l'aggiunta di etanolo. Si ossida in aria umida per dare, tra l'altro, un idrato di fluoruro di ferro(III):
{\displaystyle {\ce {(FeF3)2\cdot 9H2O}}}.

## Usi
Il fluoruro ferroso è usato per catalizzare alcune reazioni organiche.